# Laetitia Meignan
Pour les articles homonymes, voir Meignan.
Laetitia Meignan, née le 25 juin 1960 à Paris, est une judokate française.

## Palmarès

### Jeux olympiques
- Médaille de bronze aux Jeux olympiques d'été de 1992

### Championnat du monde
- 3e aux Championnats du monde 1991
- 3e aux Championnats du monde 1986

### Championnats d'Europe

#### En individuel
- Championne d'Europe en 1991, 1992, 1993
- 3e aux championnats d'Europe en 1986, 1987, 1988, 1990

#### par équipes
- Championne d'Europe par équipes en 1986, 1987, 1991, 1992
- 2e aux championnats d'Europe par équipes en 1990
- 3e aux championnats d'Europe par équipes en 1988

### Championnats de France
- Championne de France en 1986, 1988, 1989, 1990, 1991
- Championne de France Open en 1989
- 2e au championnat de France en 1980
- 2e au championnat de France Open en 1988
- 3e au championnat de France en 1981, 1983, 1985
- 3e au championnat de France Open en 1986

### Tournoi International
- 1re en Tournoi de Paris en 1993
- 3e au Tournoi de Paris en 1988 et 1991

### Divers
- Grade : Ceinture Blanche-rouge 6e DAN (1999)[1].